# Tobias Harris
Tobias John Harris (Islip, 15 luglio 1992) è un cestista statunitense, professionista nella NBA con i Detroit Pistons.

## Biografia
È il fratello maggiore di Tyler Harris e il cugino di Channing Frye, anche loro cestisti.
Ad Orlando ha vestito la maglia numero 12 in onore del suo ex-compagno di squadra Morgan Childs, morto a 16 anni di Leucemia.

## Caratteristiche tecniche
Di ruolo ala piccola, può giocare anche da ala grande; è ottimo nella metacampo offensiva a tirare sia da 2 che da 3 punti, oltre ad avere un'ottima etica del lavoro.

## Carriera

### NBA (2011-)

#### L'inizio in NBA: Bucks e Magic (2011-2016)

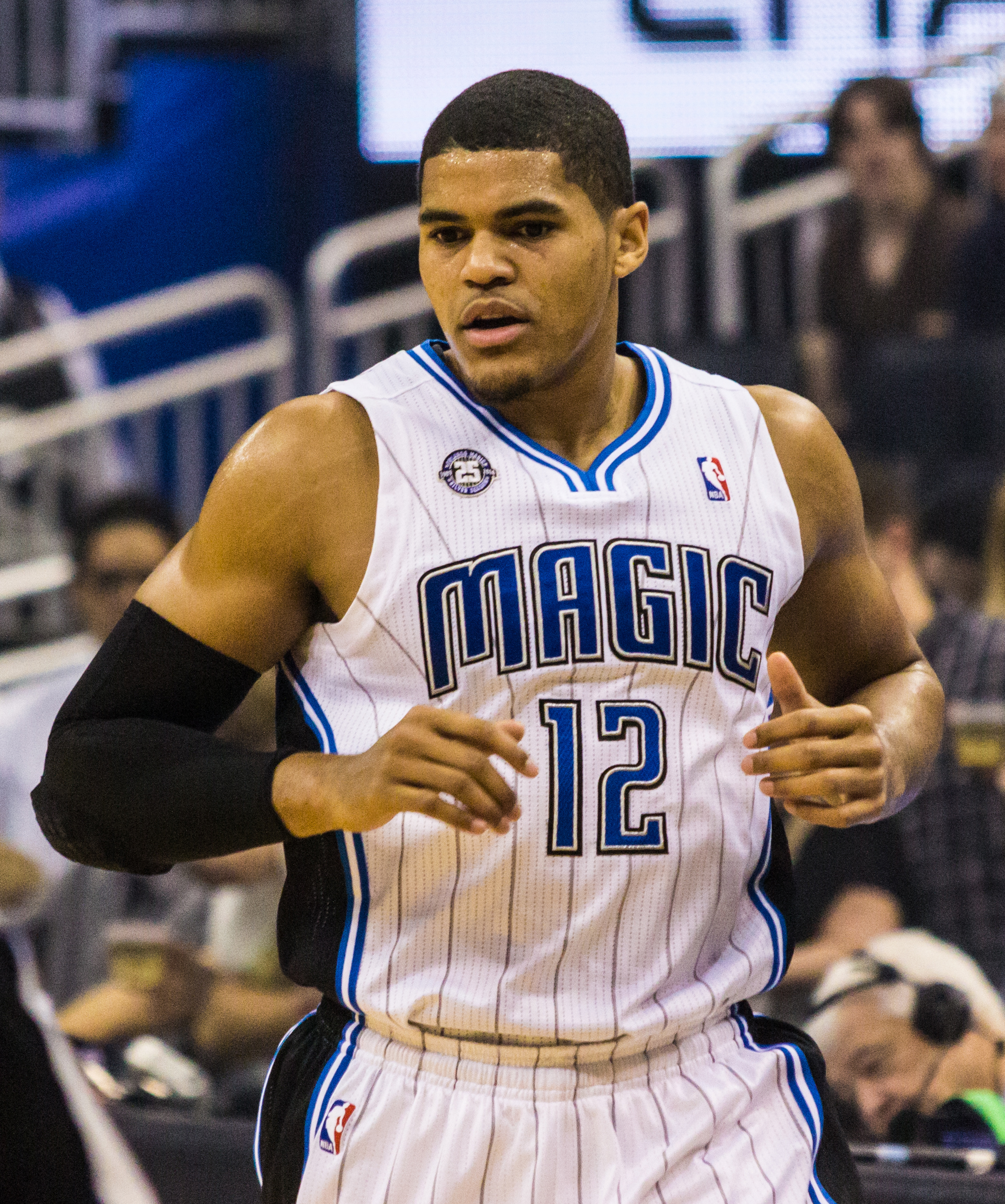
Harris a Orlando

Nel 2011 viene selezionato con la 19ª scelta del Draft NBA 2011 dai Charlotte Bobcats, ma la notte stessa del Draft viene scambiato ai Milwaukee Bucks.
Il 21 febbraio 2013 viene scambiato agli Orlando Magic: qui il suo minutaggio aumenta e le sue statistiche migliorano sensibilmente (triplicando i suoi punti per partita).
All'inizio della stagione 2013-2014 i Magic esercitano l'opzione squadra, prorogando il suo contratto anche per la stagione successiva. Il 24 gennaio 2014 realizza 28 punti e 20 rimbalzi (massimo in carriera) nella vittoria per 114 a 105 contro i Los Angeles Lakers. Alla fine della stagione firma un contratto di quattro anni e del valore di 64 milioni di dollari sempre con Orlando.

#### L'approdo ai Pistons e lo scambio ai Clippers (2016-2018)
Il 16 febbraio 2016 viene scambiato ai Detroit Pistons in cambio di Ersan İlyasova e Brandon Jennings. Al suo debutto con la nuova maglia segna 21 punti partendo dalla panchina (nella sconfitta con i Wizards 98-86). Nella sua esperienza nel Michigan il coach Stan Van Gundy lo fa migliorare nel tiro da 3 punti. Per la prima volta in carriera partecipa ai playoff, venendo però eliminato al primo round dai Cleveland Cavaliers (4-0). Il 13 novembre 2017 viene nominato giocatore della settimana della Eastern Conference e il 26 dicembre dello stesso anno segna 21 punti nel solo primo quarto contro gli Indiana Pacers (vinta 107-83). 

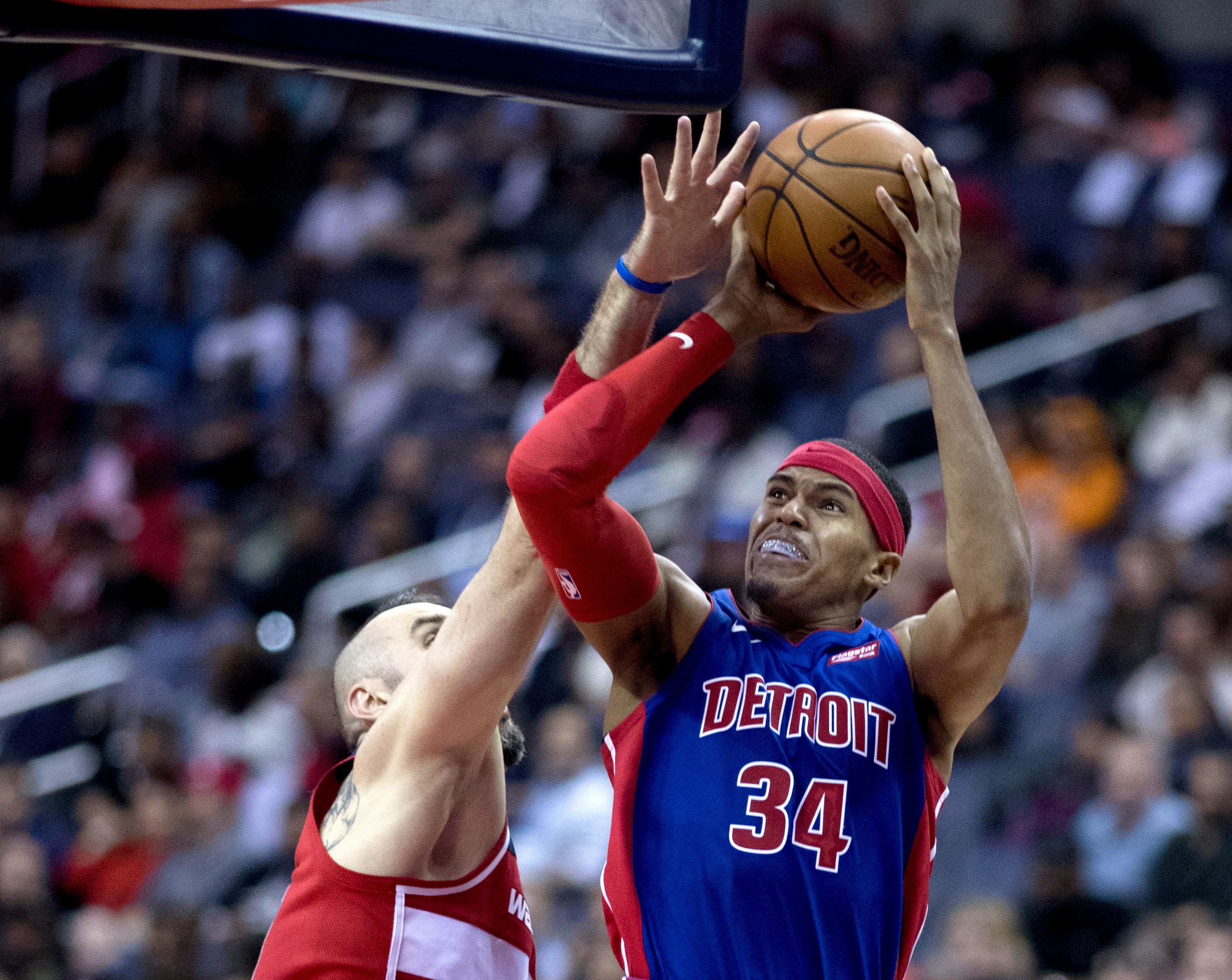
Harris (destra) contro Marcin Gortat a Detroit

Il 29 gennaio 2018 viene scambiato ai Los Angeles Clippers assieme ad Avery Bradley, Boban Marjanović e due scelte del draft in cambio di Blake Griffin, Willie Reed e Brice Johnson. Al suo debutto con i Clippers segna 24 punti nella vittoria contro i Bulls (113-103). Il 19 novembre viene di nuovo nominato giocatore della settimana e, per la prima volta in carriera, anche giocatore del mese (ottobre e novembre). Il 17 dicembre segna un massimo in carriera di 39 punti nella sconfitta contro i Trail Blazers per 131-127.

#### Philadelphia 76ers (2019-)
Il 6 febbraio 2019 viene scambiato ai Philadelphia 76ers assieme a Boban Marjanović e Mike Scott in cambio di Wilson Chandler, Mike Muscala, Landry Shamet e alcune scelte al draft. A seguito di una buona stagione (il suo ambientamento ai 76ers è stato veloce, tanto che nelle prime 10 partite è andato 8 volte sopra quota 20 punti), il 10 luglio rinnova il suo contratto con la franchigia della Pennsylvania con un quinquennale da 180 milioni di dollari.

### Nazionale
Il 6 aprile 2018 viene inserito nei 35 pre-convocati per il biennio 2018-2020. Il 10 giugno 2019 viene inserito tra i 20 pre-convocati per i Mondiali 2019, salvo poi rinunciare alla convocazione il 22 luglio.

## Statistiche

### NCAA
| Anno      | Squadra          | PG | PT | MP   | TC%  | 3P%  | TL%  | RP  | AP  | PRP | SP  | PP   |
| --------- | ---------------- | -- | -- | ---- | ---- | ---- | ---- | --- | --- | --- | --- | ---- |
| 2010-2011 | Tenn. Volunteers | 34 | 33 | 29,2 | 46,0 | 30,3 | 75,3 | 7,3 | 1,3 | 0,7 | 0,9 | 15,3 |
| Carriera  | Carriera         | 34 | 33 | 29,2 | 46,0 | 30,3 | 75,3 | 7,3 | 1,3 | 0,7 | 0,9 | 15,3 |

#### Massimi in carriera
- Massimo di punti: 25 (2 volte)[26]
- Massimo di rimbalzi: 13 vs Memphis (5 gennaio 2011)
- Massimo di assist: 4 vs Georgia (18 gennaio 2011)
- Massimo di palle rubate: 5 vs Belmont (23 dicembre 2010)
- Massimo di stoppate: 5 vs Georgia (18 gennaio 2011)
- Massimo di minuti giocati: 36 (2 volte)

### NBA

#### Regular Season
| Anno      | Squadra            | PG  | PT  | MP   | TC%  | 3P%  | TL%  | RP  | AP  | PRP | SP  | PP   |
| --------- | ------------------ | --- | --- | ---- | ---- | ---- | ---- | --- | --- | --- | --- | ---- |
| 2011-2012 | Milwaukee Bucks    | 42  | 9   | 11,4 | 46,7 | 26,1 | 81,5 | 2,4 | 0,5 | 0,3 | 0,2 | 5,0  |
| 2012-2013 | Milwaukee Bucks    | 28  | 14  | 11,6 | 46,1 | 33,3 | 88,5 | 2,0 | 0,5 | 0,3 | 0,3 | 4,9  |
| 2012-2013 | Orlando Magic      | 27  | 20  | 36,1 | 45,3 | 31,0 | 72,1 | 8,5 | 2,1 | 0,9 | 1,4 | 17,3 |
| 2013-2014 | Orlando Magic      | 61  | 36  | 30,3 | 46,4 | 25,4 | 80,7 | 7,0 | 1,3 | 0,7 | 0,4 | 14,6 |
| 2014-2015 | Orlando Magic      | 68  | 63  | 34,8 | 46,6 | 36,4 | 78,8 | 6,3 | 1,8 | 1,0 | 0,5 | 17,1 |
| 2015-2016 | Orlando Magic      | 49  | 49  | 32,9 | 46,4 | 31,1 | 78,4 | 7,0 | 2,0 | 1,0 | 0,6 | 13,7 |
| 2015-2016 | Detroit Pistons    | 27  | 25  | 33,5 | 47,7 | 37,5 | 91,1 | 6,2 | 2,6 | 0,7 | 0,4 | 16,6 |
| 2016-2017 | Detroit Pistons    | 82  | 48  | 31,3 | 48,1 | 34,7 | 84,1 | 5,1 | 1,7 | 0,7 | 0,5 | 16,1 |
| 2017-2018 | Detroit Pistons    | 48  | 48  | 32,6 | 45,1 | 40,9 | 84,6 | 5,1 | 2,0 | 0,7 | 0,3 | 18,1 |
| 2017-2018 | L.A. Clippers      | 32  | 32  | 34,5 | 47,3 | 41,4 | 80,0 | 6,0 | 3,1 | 1,2 | 0,6 | 19,3 |
| 2018-2019 | L.A. Clippers      | 55  | 55  | 34,6 | 49,6 | 43,4 | 87,7 | 7,9 | 2,7 | 0,7 | 0,4 | 20,9 |
| 2018-2019 | Philadelphia 76ers | 27  | 27  | 35,0 | 46,9 | 32,6 | 84,1 | 7,9 | 2,9 | 0,4 | 0,5 | 18,2 |
| 2019-2020 | Philadelphia 76ers | 72  | 72  | 34,3 | 47,1 | 36,7 | 80,6 | 6,9 | 3,2 | 0,7 | 0,6 | 19,6 |
| 2020-2021 | Philadelphia 76ers | 62  | 62  | 32,5 | 51,2 | 39,4 | 89,2 | 6,8 | 3,5 | 0,9 | 0,8 | 19,5 |
| 2021-2022 | Philadelphia 76ers | 73  | 73  | 34,8 | 48,2 | 36,7 | 84,2 | 6,8 | 3,5 | 0,6 | 0,6 | 17,2 |
| 2022-2023 | Philadelphia 76ers | 74  | 74  | 32,9 | 50,1 | 38,9 | 87,6 | 5,7 | 2,5 | 0,9 | 0,5 | 14,7 |
| 2023-2024 | Philadelphia 76ers | 70  | 70  | 33,8 | 48,7 | 35,3 | 87,8 | 6,5 | 3,1 | 1,0 | 0,7 | 17,2 |
| 2024-2025 | Detroit Pistons    | 73  | 73  | 31,6 | 47,7 | 34,5 | 86,1 | 5,9 | 2,2 | 1,0 | 0,8 | 13,7 |
| Carriera  | Carriera           | 970 | 850 | 31,7 | 47,8 | 36,6 | 83,6 | 6,2 | 2,4 | 0,8 | 0,6 | 16,1 |

#### Play-off
| Anno     | Squadra            | PG | PT | MP   | TC%  | 3P%  | TL%  | RP  | AP  | PRP | SP  | PP   |
| -------- | ------------------ | -- | -- | ---- | ---- | ---- | ---- | --- | --- | --- | --- | ---- |
| 2016     | Detroit Pistons    | 4  | 4  | 39,0 | 45,7 | 33,3 | 92,3 | 9,5 | 3,0 | 0,8 | 0,8 | 14,5 |
| 2019     | Philadelphia 76ers | 12 | 12 | 36,9 | 42,5 | 34,9 | 84,6 | 9,2 | 4,0 | 1,1 | 0,5 | 15,5 |
| 2020     | Philadelphia 76ers | 4  | 4  | 37,1 | 38,3 | 13,3 | 78,9 | 9,5 | 4,0 | 0,5 | 0,3 | 15,8 |
| 2021     | Philadelphia 76ers | 12 | 12 | 36,5 | 48,8 | 37,2 | 87,5 | 8,5 | 3,5 | 1,0 | 0,4 | 21,8 |
| 2022     | Philadelphia 76ers | 12 | 12 | 38,8 | 50,0 | 38,6 | 86,4 | 7,6 | 2,9 | 1,1 | 0,8 | 16,9 |
| 2023     | Philadelphia 76ers | 11 | 11 | 35,6 | 52,2 | 36,6 | 86,7 | 7,3 | 1,6 | 0,6 | 0,5 | 15,3 |
| 2024     | Philadelphia 76ers | 6  | 6  | 36,3 | 43,1 | 33,3 | 100  | 7,2 | 1,5 | 0,2 | 0,5 | 9,0  |
| 2025     | Detroit Pistons    | 6  | 6  | 38,8 | 47,9 | 43,5 | 100  | 7,7 | 0,5 | 1,0 | 1,2 | 15,7 |
| Carriera | Carriera           | 67 | 67 | 37,2 | 47,1 | 35,7 | 87,7 | 8,2 | 2,7 | 0,9 | 0,6 | 16,2 |

#### Massimi in carriera
- Massimo di punti: 39 vs Portland Trail Blazers (17 dicembre 2018)[27]
- Massimo di rimbalzi: 20 vs Los Angeles Lakers (24 gennaio 2014)
- Massimo di assist: 10 vs Toronto Raptors (28 dicembre 2021)
- Massimo di palle rubate: 5 (3 volte)
- Massimo di stoppate: 3 (20 volte)
- Massimo di minuti giocati: 47 (2 volte)

## Palmarès
- McDonald's All-American Game (2010)